# Сарильюш-Грандеш
Сарильюш-Грандеш (порт. Sarilhos Grandes) — район (фрегезия) в Португалии, входит в округ Сетубал. Является составной частью муниципалитета Монтижу. Находится в составе крупной городской агломерации Большой Лиссабон. По старому административному делению входил в провинцию Эштремадура. Входит в экономико-статистический субрегион Полуостров Сетубал, который входит в Лиссабонский регион. Население составляет 3218 человек на 2001 год. Занимает площадь 11,69 км².